# 恋愛漫画
恋愛漫画（れんあいまんが）は、日本における漫画のジャンルのひとつであり、恋愛を主題にした漫画。

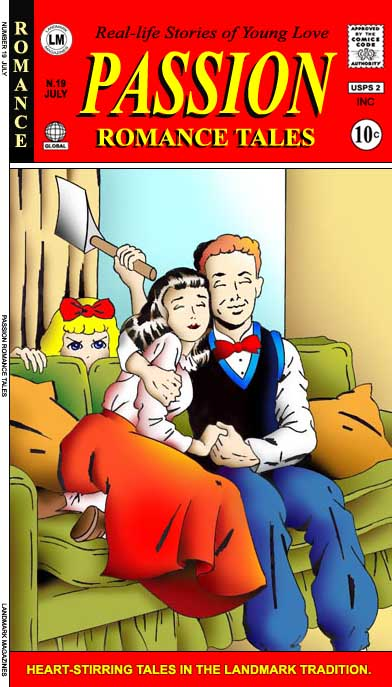

ギャグ描写を多く含みコメディ要素の強いものはラブコメディ（略称：ラブコメ）と呼ばれ区別される場合がある。割合的にラブコメディは少年漫画や青年漫画に多く、シリアスな恋愛漫画は少女漫画や女性漫画に多い。
また男性同士の恋愛を描いた作品はやおいおよびボーイズラブ、女性同士の恋愛を描いた作品は百合およびガールズラブと呼ばれる。